# Yamaha CS2x
De Yamaha CS2x is een digitale synthesizer die door Yamaha in 1999 werd geïntroduceerd.

## Beschrijving
De CS2x is de opvolger van de succesvolle CS1x-synthesizer en kreeg een zilverkleurige behuizing. Verbeteringen zijn onder meer een verdubbeling van de polyfonie, een groter klankgeheugen van 16 MB en een 24 dB/octaaf LPF/HPF-filter. De CS2x speelde in op de trend van dance- en trancemuziek eind jaren 90 en biedt naast AWM2-synthese ook XG-klanken.
De CS2x heeft een stereoingang voor het mixen van de CS2x-klanken met externe audiosignalen, bijvoorbeeld afkomstig van een sampler of cd-speler. Voor deze ingang kunnen geen effecten worden toegevoegd. Sommige klanken zijn afkomstig uit Yamaha's EX5-synthesizer, en veel klanken van de CS1x zijn erin terug te vinden. In tegenstelling tot de Yamaha CS6x, is er van de CS1x en CS2x nooit een moduleversie geproduceerd.
De CS2x gebruikt dezelfde behuizing als de Yamaha CS1x en AN1x met de schuine hoek. De term CS staat volgens Yamaha voor Control Synthesizer.

### Paneel
De linkerkant van het paneel heeft een volumeknop en acht knoppen voor het aanpassen van de klanken. Er zijn drie knoppen voor de envelope en drie voor filters. Daarnaast zijn er twee toewijsbare knoppen. In het midden zit een numeriek gedeelte voor het selecteren van een klanknummer. Aan de rechterkant is een matrixveld waar met een rij- en kolomsysteem de gewenste parameter kan worden ingesteld.

### Verbindingen
De CS2x kan via MIDI-connectors worden aangesloten. Er zijn drie pedaalaansluitingen, waarvan er twee vrij zijn in te stellen. Daarnaast is er een seriële To Host-poort aanwezig voor een directe verbinding met een Mac of pc. Stuurprogramma's kunnen gedownload worden vanaf de XG-softwarepagina op Yamaha's website.

### Scherm

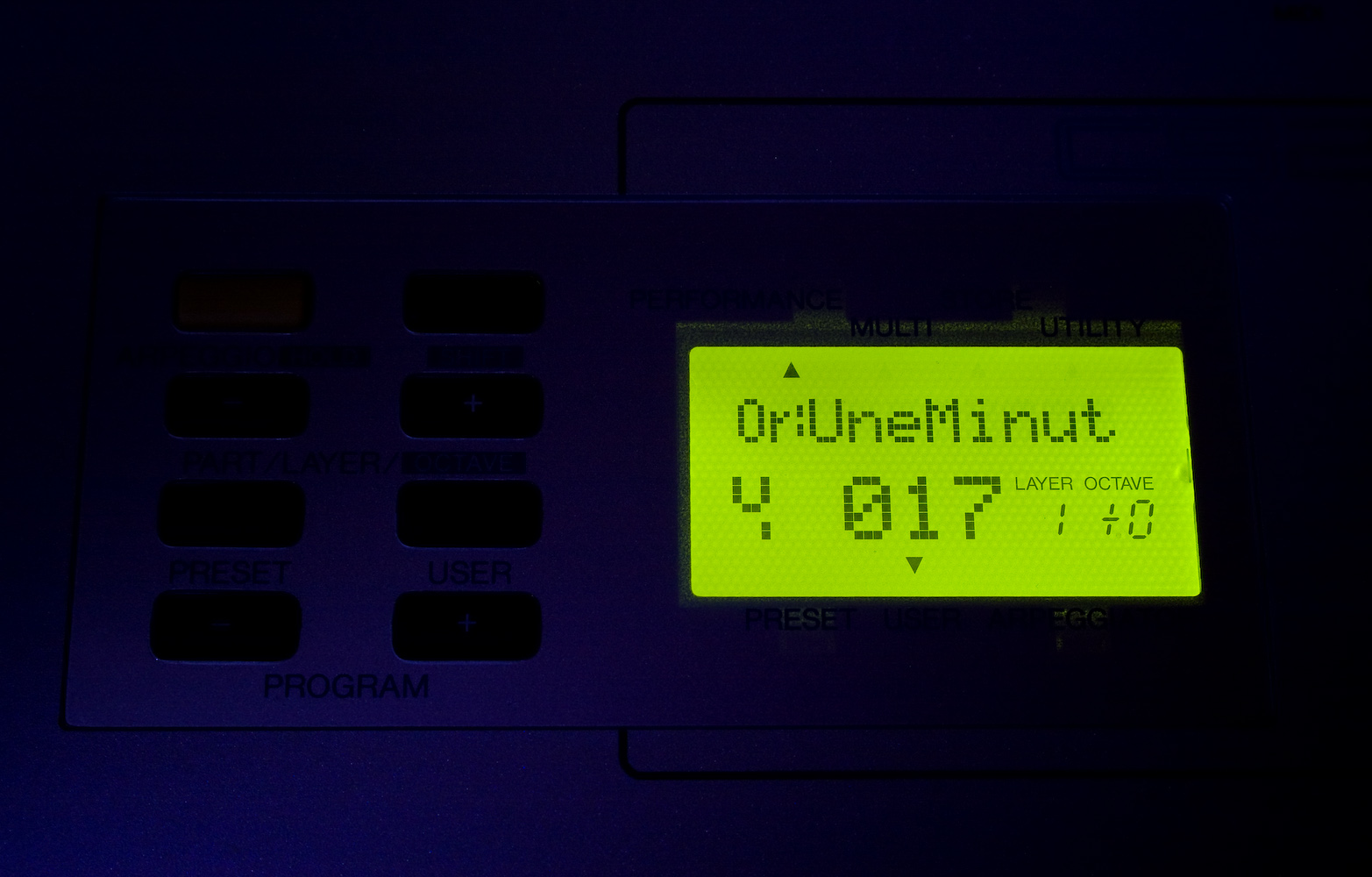
Beeldscherm

Het scherm van de CS2x bestaat uit twee regels. De bovenste regel toont de klankcategorie, bijvoorbeeld Or voor orgels, Pd voor pads en Ld voor melodieklanken, met de naam van de klank. Deze naam is aan te passen door de gebruiker. De tweede regel toont PI of PII voor de preset-bank, en UI of UII voor de user-bank. Als er een E-symbool zichtbaar is, dan is de huidige klank aangepast en zal opgeslagen moeten worden om deze te behouden. Op de tweede regel is het klanknummer zichtbaar en laag- met octaafinformatie. Kleine pijlen aan de boven- en onderkant geven aan in welke modus de CS2x staat, bijvoorbeeld Performance-, Multi- of Utility-stand.

### Sequencer

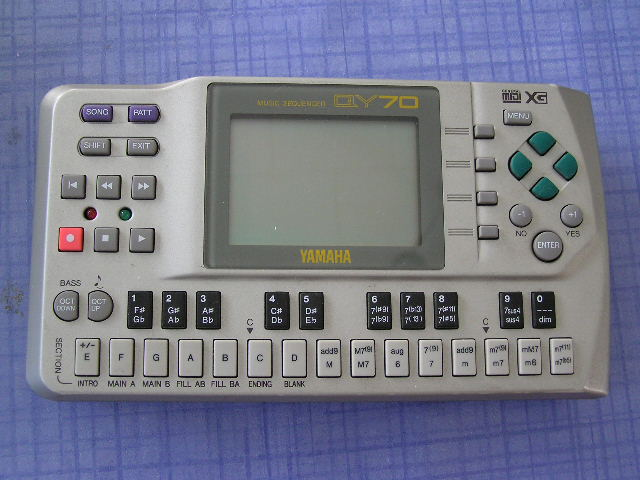
Yamaha QY70

De Yamaha CS2x kan uitgebreid worden met een kleine sequencermodule. De CS1x-, CS2x- en AN1x-synthesizers hebben alle een kleine lip aan de rechterkant, geschikt voor een QY- of SU-module. De QY70- en QY100-modules werden aangeprezen in promomateriaal als meest geschikt, zowel in uiterlijk als ondersteuning.

## Specificaties
- 61 toetsen, niet-gewogen
- 16 MB Wave ROM met AWM2-klanken
- Multi Mode: 779 klanken in XG-modus
- Performance-mode: 256 preset en 256 gebruiker
- 30 drumkits
- Arpeggiator met 40 patronen
- 8 draaiknoppen voor real-time klankcontrole
- 2 scenegeheugens, voor overgangen tussen twee draaiknopposities
- Drie 24 bit effectprocessors (12 galm, 14 chorus en 62 variaties)
- Stereoingang om lijnaudio te mixen met klanken
- To Host seriële computerinterface
- Verlicht lcd-scherm met vaste indeling
- TG300B-stand, voor het afspelen van compatibele muziek
- Afmetingen: 976 mm × 285 mm × 103 mm (l × b × h)
- Gewicht: 5,7 kg